# Taryn Woods
Taryn Woods   (Sydney, 12 d'agost de 1975) fou una waterpolista australiana que va competir durant les dècades de 1990 i 2000. El seu pare, David Woods, i germà, Gavin Woods, també foren destacats waterpolistes.
El 2000 va prendre part en els Jocs Olímpics de Sydney, on guanyà la medalla d'or en la competició de waterpolo. En el seu palmarès també destaca una medalla d'or a la Copa del Món de waterpolo de 1995.